# Heliophanus didieri
Heliophanus didieri este o specie de păianjeni din genul Heliophanus, familia Salticidae, descrisă de Simon, 1904. Conform Catalogue of Life specia Heliophanus didieri nu are subspecii cunoscute.